# NGC 5784
NGC 5784 је лентикуларна галаксија у сазвежђу Волар која се налази на NGC листи објеката дубоког неба.
Деклинација објекта је + 42° 33' 31" а ректасцензија 14h 54m 16,4s. Привидна величина (магнитуда) објекта NGC 5784 износи 12,4 а фотографска магнитуда 13,4. NGC 5784 је још познат и под ознакама UGC 9592, MCG 7-31-6, CGCG 221-9, IRAS 14524+4245, PGC 53265.